# Вакуумный насос
Вакуумный насос — устройство, служащее для удаления (откачки) газов или паров до определённого уровня давления (технического вакуума).

## История развития вакуумной техники
Началом научного этапа в развитии вакуумной техники можно считать 1643 г., когда Торричелли впервые измерил атмосферное давление. Около 1650 года Отто фон Герике изобрел механический поршневой насос с водяным уплотнителем. Изучалось поведение различных систем и живых организмов в вакууме.
Наконец, во второй половине XIX в. человечество шагнуло в технологический этап создания вакуумных приборов и техники. Это было связано с изобретением ртутно-поршневого насоса в 1862 году и потребностью в вакуумировании со стороны нарождающейся электроламповой промышленности. Начинают изобретаться такие вакуумные насосы: вращательный (Геде, 1905), криосорбционный (Дж. Дьюар, 1906), молекулярный (Геде, 1912), диффузионный (Геде, 1913); манометры: компрессионный (Г. Мак-Леод, 1874), тепловой (М. Пирани, 1909), ионизационный (О. Бакли, 1916).
В СССР становление вакуумной техники началось с организации вакуумной лаборатории на ленинградском заводе «Светлана». Началось бурное развитие электроники и новых методов физики.

## Принципы работы
Объёмные насосы осуществляют откачку за счёт периодического изменения объёма рабочей камеры. В основном они используются для получения предварительного разрежения (форвакуума). К ним относятся поршневые, жидкостно-кольцевые, пластинчато-роторные и ротационные (вращательные, роторно-кулачковые). Наибольшее распространение в вакуумной технике получили вращательные и пластинчато-роторные насосы.

Схема ротационного насоса: 1, 3 — лопасти, 2 — кожух

К высоковакуумным механическим насосам относятся: пароструйные насосы (парортутные и паромасляные), турбомолекулярные и молекулярные насосы, для их работы необходим форвакуум.
Молекулярные насосы осуществляют откачку за счёт передачи молекулам газа количества движения от твёрдой, жидкой или парообразной быстродвижущейся поверхности. К ним относятся водоструйные, эжекторные, диффузионные молекулярные насосы с одинаковым направлением движения откачивающей поверхности и молекул газа и турбомолекулярные насосы с взаимно перпендикулярным движением твёрдых поверхностей и откачиваемого газа.

## Классификация
Вакуумные насосы классифицируют как по типу вакуума, так и по устройству. Область давлений, с которой имеет дело вакуумная техника, охватывает диапазон от 105 до 10−12 Па. Степень вакуума характеризуется числом Кнудсена {\displaystyle Kn}, определяемое как отношение средней длины свободного пробега молекул газа {\displaystyle \lambda } к линейному эффективному размеру вакуумного элемента {\displaystyle L.}
Эффективным размером принимается, например, расстояние между стенками вакуумной камеры, диаметр вакуумного трубопровода, расстояние между электродами прибора, размер пор в пористых телах.
Вакуумные насосы по назначению подразделяются на сверхвысоковакуумные, высоковакуумные, средневакуумные и низковакуумные, а в зависимости от принципа действия — на механические и физико-химические. Условно весь диапазон давлений для реальных размеров вакуумных приборов может быть разделён на поддиапазоны следующим образом:
- Низкий вакуум:

{\displaystyle \lambda \ll L;}
{\displaystyle Kn\leq 5\cdot 10^{-3};}
давление 105…102 Па (103…100 мм рт. ст.).
- Средний вакуум:

{\displaystyle \lambda \geq L;}
{\displaystyle 5\cdot 10^{-3}<Kn<1/3;}
давление 102…10−1 Па (100…10−3 мм рт. ст.).
- Высокий вакуум:

{\displaystyle \lambda >L;}
{\displaystyle Kn\geq 1/3;}
давление 10−1…10−5 Па (10−3…10−7 мм рт. ст.).
- Сверхвысокий вакуум:

{\displaystyle \lambda \gg L;}
{\displaystyle Kn\gg 1/3;}
давление 10−5 Па и ниже (10−7…10−11 мм рт. ст.).

### Классификация насосов по конструктивному признаку
- Механические

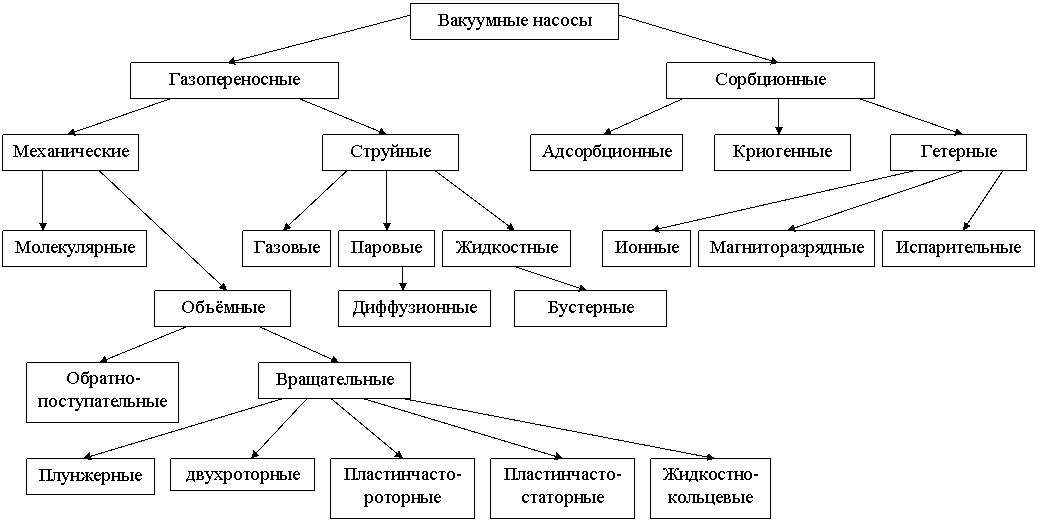

  - Поршневые (в том числе ртутно-поршневые)
  - Диафрагменные
  - Пластинчато-роторные (в том числе водокольцевые)
  - Винтовые
  - Рутса
  - Золотниковые
  - Спиральные
- Магниторазрядные
- Струйные
  - Паромасляные диффузионные
  - Паромасляные бустерные
- Сорбционные
- Криогенные

Вакуумные насосы также делят по физическим принципам их работы на газопереносные насосы и газосвязывающие насосы.
Газопереносные насосы транспортируют частицы либо через некий рабочий объём (поршневые насосы), либо путём передачи механического импульса частице (за счет столкновения). Некоторые насосы нуждаются в молекулярном течении переносимого вещества, другие — в ламинарном.
Механические насосы подразделяются на объёмные и молекулярные.

## Применение
Для получения той или иной степени вакуума требуются соответствующие насосы или их комбинация. Выбор насоса определяется родом и количеством пропускаемых насосом газов и диапазоном рабочих давлений насоса и его параметрами. Не существует такого насоса, с помощью которого можно было бы обеспечить получение вакуума во всем диапазоне давлений с приемлемой эффективностью.